# ON Line System
L'oN Line System (NLS) è un ambiente software progettato da Douglas Engelbart alla fine degli anni sessanta. NLS aveva lo scopo di facilitare l'attività di scienziati e professionisti la cui attività comportava la soluzione cooperativa di problemi complessi; a questo scopo, NLS introduceva un ricco insieme di meccanismi di condivisione delle informazioni. Oggi NLS viene considerato il più antico sistema di groupware noto, e la sua progettazione viene fatta coincidere con le origini del CSCW (Computer Supported Cooperative Work, Lavoro cooperativo con l'aiuto del computer).
L'NLS fu innovativo anche per altri motivi, introducendo una serie di concetti destinati ad acquisire una grande importanza nell'informatica moderna. In esso si trovano i primi esempi di mouse e interfaccia grafica a finestre, nonché il più antico supporto per la chiamata di procedura remota.
Le due caratteristiche più rilevanti dell'NLS come precursore del groupware furono il journal e lo shared screen telephoning.

## Il journal di NLS
Nel progetto del journal Engelbart si ispirò in parte al memex ideato (ma mai realizzato) da Vannevar Bush, uno strumento di condivisione dell'informazione che doveva utilizzare memoria associativa e link simili a quelli dei moderni ipertesti.
Il journal di NLS fu concepito come una versione elettronica di una rivista scientifica; era costituito da una base dati permanente, composta da un insieme di articoli pubblicati, a cui gli utenti potevano accedere per la consultazione. L'NLS facilitava l'organizzazione e il reperimento degli articoli attraverso un sistema di indici, cataloghi e riferimenti incrociati. Per inviare al journal i propri contributi (nuovi articoli o commenti agli articoli già pubblicati), gli utenti usavano il sistema di posta elettronica integrato di NLS. 
Nell'intento di Engelbart, l'insieme degli articoli del journal avrebbe dovuto realizzare “a ‘community handbook’, a uniform, complete, consistent, up-to-date integration of the special knowledge representing the current status of the community” ("un 'manuale della comunità': una descrizione uniforme, completa, coerente, aggiornata e integrata delle conoscenze specifiche che rappresentano lo stato della comunità").
Sono piuttosto evidenti i legami fra l'idea del journal e alcune delle tecnologie apparse successivamente nel contesto di Internet, quali i newsgroup, i forum e la stessa wikipedia.

## Lo shared screen telephoning di NLS
La funzione di shared screen telephoning di NLS consentiva di collegare un insieme di terminali in modo che lo stesso output fosse distribuito a tutti. In questo modo un gruppo di utenti poteva usare cooperativamente applicazioni single-user, ma uno solo dei partecipanti poteva produrre input per l'applicazione condivisa. Mentre il journal era pensato per la condivisione di conoscenza astratta, lo shared screen telephoning consentiva a un utente di mostrare e insegnare agli altri i propri metodi e le proprie conoscenze operative pratiche. Nel successore commerciale di NLS, AUGMENT, si introdusse una versione estesa dello shared screen telephoning in cui gli utenti potevano accedere a turno, durante una sessione, al controllo dell'input dell'applicazione condivisa, consentendo anche agli utenti di entrare e uscire dinamicamente dalla modalità di condivisione dello schermo e di usare operazioni di copia e incolla per trasferire informazioni dal proprio spazio di lavoro privato allo spazio di lavoro condiviso e viceversa.
Lo shared screen telephoning si può considerare il primo esempio di real-time computer conferencing.